# Cobitis vettonica
La colmilleja del Alagón (Cobitis vettonica) es una especie de pez de la familia Cobitidae, endémico de las cuencas de los ríos Alagón y Águeda, en las provincias de Cáceres y Salamanca (España). El nombre científico hace referencia a los habitantes prerromanos que ocupaban esas tierras: los vetones. Antes se la consideraba una subespecie de Cobitis paludica, pero desde finales del siglo XX es tratada como una especie diferenciada surgida por el aislamiento geográfico.

## Descripción
Como las otras especies del género es un pez relativamente comprimido lateralmente, con forma filiforme, de coloración parda con manchas más oscuras a lo largo del cuerpo, boca ínfera y espina suborbital bífida retráctil. Su longitud es menor de 10 centímetros. Se diferencia de las otras especies del género en que los tres pares de barbillones bucales son muy cortos, a veces casi inapreciables. Sus aletas, en general, son también más cortas.
La especie presenta un marcado dimorfismo sexual, siendo las hembras mucho mayores que los machos que poseen las aletas pectorales y ventrales más largas. También los machos poseen la denominada escama de Canestrini, una escama circular en la base del segundo radio de la cara interna de las aletas pectorales. La freza tiene lugar entre abril y junio. Son ovíparos y no realizan ningún tipo de cuidado parental hacia sus crías.

## Distribución y hábitat
Es una especie endémica de la península ibérica. Su área de distribución abarca las cuencas de los ríos Alagón y Águeda donde habita preferentemente en los tramos con fondos pedregosos de los cursos medios y altos. Prefiere, por tanto, aguas claras y oxigenadas que, además, están más a salvo de la intervención humana.
Su presencia ha sido confirmada en los ríos Alagón (hasta Coria), Francia, Cuerpo de Hombre, Batuecas, Ladrillar, de los Ángeles, Ambroz, Jerte y Arrago en la cuenca del Tajo y Águeda, Agadón y Mayas en la del Duero.

## Conservación
Debido a su poca capacidad de dispersión, a la degradación de su hábitat por parte del hombre y a su utilización como cebo vivo y en acuariofilia, sus poblaciones han sufrido un gravísimo declive. Esto, agravado por su exclusividad y por la presencia de especies exóticas competidoras, ha propiciado que la Junta de Extremadura la incluya en la lista de especies amenazadas, catalogándola como «Sensible a la alteración de su hábitat» y que se encuentre catalogada como EN (Endangered, amenazada) por la UICN en su Lista Roja.